# Liste der Auszeichnungen und Nominierungen von Twice
Dies ist eine Liste der Auszeichnungen und Nominierungen der südkoreanischen Girlgroup Twice, die 2015 von JYP Entertainment gegründet wurde.
Twice erhielt bisher 251 Nominierungen und davon 116 Auszeichnungen. Außerdem konnte die Gruppe insgesamt 119 Mal Platz 1 bei einer Musik-Show erreichen.

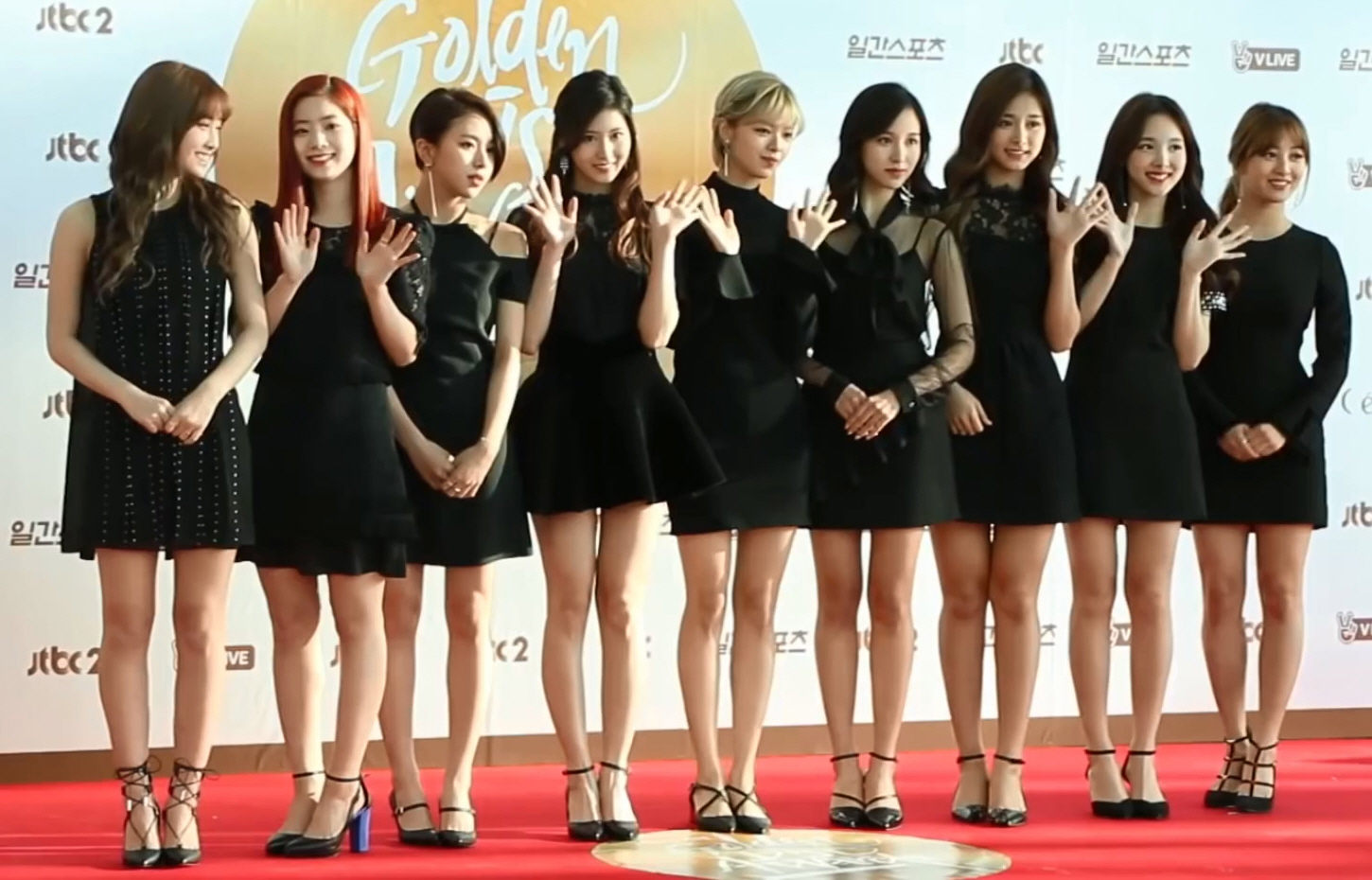
Twice bei den Golden Disk Awards 2017

## Südkorea

### APAN Awards
| Jahr | Kategorie                      | Für   | Ergebnis  | Quelle |
| ---- | ------------------------------ | ----- | --------- | ------ |
| 2020 | Top 10 Artist                  | Twice | Gewonnen  | [ 1 ]  |
| 2020 | Album of the Year              | Twice | Gewonnen  | [ 1 ]  |
| 2020 | Idol Champ Global Pick (Group) | Twice | Nominiert | [ 1 ]  |
| 2020 | Idol Champ Fan’s Pick          | Twice | Nominiert | [ 1 ]  |
| 2020 | KT Seezn Star Award – Singer   | Twice | Nominiert | [ 1 ]  |

### Asia Artist Awards
| Jahr | Kategorie                     | Für   | Ergebnis  | Quelle |
| ---- | ----------------------------- | ----- | --------- | ------ |
| 2016 | Popularity Award              | Twice | Nominiert | [ 2 ]  |
| 2016 | Best Artist Award             | Twice | Gewonnen  | [ 3 ]  |
| 2017 | Popularity Award              | Twice | Nominiert | [ 4 ]  |
| 2018 | Popularity Award              | Twice | Nominiert | [ 5 ]  |
| 2018 | Fabulous Award                | Twice | Gewonnen  | [ 6 ]  |
| 2018 | Artist of the Year            | Twice | Gewonnen  | [ 6 ]  |
| 2018 | Best Artist Award             | Twice | Gewonnen  | [ 6 ]  |
| 2019 | Artist of the Year            | Twice | Gewonnen  | [ 7 ]  |
| 2019 | Best Social Artist (Singer)   | Twice | Gewonnen  | [ 7 ]  |
| 2019 | Popularity Award              | Twice | Nominiert | [ 7 ]  |
| 2019 | Star15 Popularity Award       | Twice | Nominiert | [ 7 ]  |
| 2020 | Popularity Award              | Twice | Gewonnen  | [ 8 ]  |
| 2020 | Artist of the Year            | Twice | Gewonnen  | [ 8 ]  |
| 2021 | RET Popularity Award (Singer) | Twice | Gewonnen  | [ 9 ]  |

### Gaon Chart Music Awards
| Jahr | Kategorie                       | Für                  | Ergebnis  | Quelle |
| ---- | ------------------------------- | -------------------- | --------- | ------ |
| 2016 | New Artist of the Year          | Twice                | Nominiert | [ 10 ] |
| 2017 | Album of the Year – 2nd Quarter | Page Two             | Nominiert | [ 11 ] |
| 2017 | Song of the Year – April        | Cheer Up             | Gewonnen  | [ 12 ] |
| 2017 | Song of the Year – October      | TT                   | Gewonnen  | [ 12 ] |
| 2018 | Album of the Year – 1st Quarter | Twicecoaster: Lane 2 | Nominiert | [ 13 ] |
| 2018 | Album of the Year – 2nd Quarter | Signal               | Nominiert | [ 13 ] |
| 2018 | Album of the Year – 4th Quarter | Twicetagram          | Nominiert | [ 13 ] |
| 2018 | Song of the Year – February     | Knock Knock          | Gewonnen  | [ 14 ] |
| 2018 | Song of the Year – May          | Signal               | Nominiert | [ 15 ] |
| 2018 | Song of the Year – October      | Likey                | Nominiert | [ 15 ] |
| 2018 | Song of the Year – December     | Heart Shaker         | Gewonnen  | [ 14 ] |
| 2019 | Song of the Year – April        | What Is Love?        | Gewonnen  | [ 16 ] |
| 2019 | Song of the Year – July         | Dance the Night Away | Gewonnen  | [ 16 ] |
| 2019 | Album of the Year – 2nd Quarter | What Is Love?        | Nominiert | [ 17 ] |
| 2019 | Album of the Year – 3rd Quarter | Summer Nights        | Nominiert | [ 17 ] |
| 2020 | Album of the Year – 2nd Quarter | Fancy You            | Nominiert | [ 18 ] |
| 2020 | Album of the Year – 3rd Quarter | Feel Special         | Nominiert | [ 18 ] |
| 2020 | Song of the Year – April        | Fancy                | Nominiert | [ 18 ] |
| 2022 | Song of the Year – November     | Scientist            | Gewonnen  | [ 19 ] |

### Golden Disc Awards
| Jahr | Kategorie                          | Für                  | Ergebnis  | Quelle               |
| ---- | ---------------------------------- | -------------------- | --------- | -------------------- |
| 2016 | New Artist of the Year             | Twice                | Gewonnen  | [ 20 ]               |
| 2016 | Popularity Award                   | Twice                | Nominiert | [ 21 ]               |
| 2016 | Global Popularity Award            | Twice                | Nominiert | [ 21 ]               |
| 2017 | Digital Daesang                    | Cheer Up             | Gewonnen  | [ 22 ]               |
| 2017 | Digital Bonsang                    | Cheer Up             | Gewonnen  | [ 22 ]               |
| 2017 | Disc Bonsang                       | Twicecoaster: Lane 1 | Nominiert | [ 23 ]               |
| 2017 | Popularity Award                   | Twice                | Nominiert | [ 23 ]               |
| 2017 | Asian Choice Popularity Award      | Twice                | Nominiert | [ 23 ]               |
| 2018 | Digital Daesang                    | Knock Knock          | Nominiert | [ 24 ]               |
| 2018 | Digital Bonsang                    | Knock Knock          | Gewonnen  | [ 25 ]               |
| 2018 | Disc Daesang                       | Twicetagram          | Nominiert | [ 24 ]               |
| 2018 | Disc Bonsang                       | Twicetagram          | Gewonnen  | [ 25 ]               |
| 2018 | CeCi Asia Icon Award               | Twice                | Gewonnen  | [ 25 ]               |
| 2018 | Global Popularity Award            | Twice                | Nominiert | [ 24 ]               |
| 2019 | Disc Daesang                       | What Is Love?        | Nominiert | [ 26 ]               |
| 2019 | Disc Bonsang                       | What Is Love?        | Gewonnen  | [ 27 ]               |
| 2019 | Digital Daesang                    | Heart Shaker         | Nominiert | [ 26 ]               |
| 2019 | Digital Bonsang                    | Heart Shaker         | Gewonnen  | [ 28 ]               |
| 2020 | Digital Bonsang                    | Yes or Yes           | Gewonnen  | [ 29 ] [ 30 ] [ 31 ] |
| 2020 | Album Bonsang                      | Feel Special         | Gewonnen  | [ 29 ] [ 30 ] [ 31 ] |
| 2020 | Popularity Award                   | Twice                | Nominiert | [ 29 ] [ 30 ] [ 31 ] |
| 2020 | Cosmopolitan Artist Award          | Twice                | Gewonnen  | [ 29 ] [ 30 ] [ 31 ] |
| 2021 | Digital Bonsang                    | More & More          | Gewonnen  | [ 32 ] [ 33 ]        |
| 2021 | Album Bonsang                      | More & More          | Nominiert | [ 32 ] [ 33 ]        |
| 2021 | Popularity Award                   | Twice                | Nominiert | [ 32 ] [ 33 ]        |
| 2022 | Digital Bonsang                    | Alcohol-Free         | Nominiert |                      |
| 2022 | Album Bonsang                      | Taste of Love        | Nominiert |                      |
| 2022 | Seezn Golden Disc Popularity Award | Twice                | Nominiert |                      |

### Korea Popular Music Awards
| Jahr | Kategorie              | Für           | Ergebnis  | Quelle |
| ---- | ---------------------- | ------------- | --------- | ------ |
| 2018 | Best Album             | Merry & Happy | Nominiert | [ 34 ] |
| 2018 | Best Artist            | Twice         | Nominiert | [ 34 ] |
| 2018 | Popularity Award       | Twice         | Nominiert | [ 34 ] |
| 2018 | Bonsang Award          | Twice         | Gewonnen  | [ 35 ] |
| 2018 | Song of the Year       | Heart Shaker  | Gewonnen  | [ 35 ] |
| 2018 | Best Group Dance Track | Heart Shaker  | Nominiert | [ 34 ] |

### M2 X Genie Music Awards
| Jahr | Kategorie               | Für   | Ergebnis  | Quelle |
| ---- | ----------------------- | ----- | --------- | ------ |
| 2019 | The Performing Artist   | Twice | Nominiert | [ 36 ] |
| 2019 | The Female Group        | Twice | Gewonnen  | [ 37 ] |
| 2019 | The Best Selling Artist | Twice | Gewonnen  | [ 37 ] |

### MBC Plus X Genie Music Awards
| Jahr | Kategorie                       | Für           | Ergebnis  | Quelle |
| ---- | ------------------------------- | ------------- | --------- | ------ |
| 2018 | Best Female Group               | Twice         | Gewonnen  | [ 38 ] |
| 2018 | Best Female Dance Performance   | What Is Love? | Nominiert | [ 39 ] |
| 2018 | Artist of the Year              | Twice         | Nominiert | [ 39 ] |
| 2018 | Song of the Year                | What Is Love? | Nominiert | [ 39 ] |
| 2018 | Global Performance Award        | Twice         | Gewonnen  | [ 38 ] |
| 2018 | Best Selling Artist of the Year | Twice         | Gewonnen  | [ 38 ] |
| 2018 | Genie Music Popularity Award    | Twice         | Nominiert | [ 39 ] |

### Melon Music Awards
| Jahr | Kategorie                 | Für          | Ergebnis  | Quelle |
| ---- | ------------------------- | ------------ | --------- | ------ |
| 2016 | Artist of the Year        | Twice        | Nominiert | [ 40 ] |
| 2016 | Artist of the Year        | Page Two     | Nominiert | [ 40 ] |
| 2016 | Song of the Year          | Cheer Up     | Gewonnen  | [ 41 ] |
| 2016 | Best Dance – Female       | Cheer Up     | Nominiert | [ 40 ] |
| 2016 | Top 10 Artists            | Twice        | Gewonnen  | [ 41 ] |
| 2016 | Netizen Popularity Award  | Twice        | Nominiert | [ 40 ] |
| 2016 | Kakao Hot Star Award      | Twice        | Nominiert | [ 40 ] |
| 2017 | Artist of the Year        | Twice        | Nominiert | [ 42 ] |
| 2017 | Song of the Year          | Knock Knock  | Nominiert | [ 42 ] |
| 2017 | Best Dance – Female       | Knock Knock  | Gewonnen  | [ 43 ] |
| 2017 | Top 10 Artists            | Twice        | Gewonnen  | [ 43 ] |
| 2017 | Netizen Popularity Award  | Twice        | Nominiert | [ 42 ] |
| 2017 | Kakao Hot Star Award      | Twice        | Nominiert | [ 42 ] |
| 2018 | Top 10 Artists            | Twice        | Gewonnen  | [ 44 ] |
| 2018 | Artist of the Year        | Twice        | Nominiert | [ 45 ] |
| 2018 | Song of the Year          | Heart Shaker | Nominiert | [ 45 ] |
| 2018 | Best Dance – Female       | Heart Shaker | Nominiert | [ 45 ] |
| 2018 | Netizen Popularity Award  | Twice        | Nominiert | [ 45 ] |
| 2019 | Netizen Popularity Award  | Twice        | Nominiert | [ 46 ] |
| 2019 | Best Dance Track (Female) | Fancy        | Nominiert | [ 46 ] |

### Mnet Asian Music Awards
| Jahr | Kategorie                             | Für           | Ergebnis  | Quelle        |
| ---- | ------------------------------------- | ------------- | --------- | ------------- |
| 2015 | Best New Female Artist                | Twice         | Gewonnen  | [ 47 ]        |
| 2015 | Artist of the Year                    | Twice         | Nominiert | [ 48 ]        |
| 2016 | Album of the Year                     | Page Two      | Nominiert | [ 49 ]        |
| 2016 | Artist of the Year                    | Twice         | Nominiert | [ 49 ]        |
| 2016 | Best Female Group                     | Twice         | Gewonnen  | [ 50 ]        |
| 2016 | Song of the Year                      | Cheer Up      | Gewonnen  | [ 50 ]        |
| 2016 | Best Dance Performance – Female Group | Cheer Up      | Nominiert | [ 49 ]        |
| 2017 | Album of the Year                     | Signal        | Nominiert | [ 51 ]        |
| 2017 | Artist of the Year                    | Twice         | Nominiert | [ 51 ]        |
| 2017 | Best Female Group                     | Twice         | Nominiert | [ 51 ]        |
| 2017 | 2017 Favorite KPOP Star               | Twice         | Nominiert | [ 51 ]        |
| 2017 | Song of the Year                      | Signal        | Gewonnen  | [ 52 ]        |
| 2017 | Best Music Video                      | Signal        | Nominiert | [ 51 ]        |
| 2017 | Best Dance Performance – Female Group | Signal        | Gewonnen  | [ 52 ]        |
| 2018 | Artist of the Year                    | Twice         | Nominiert | [ 53 ]        |
| 2018 | Worldwide Icon of the Year            | Twice         | Nominiert | [ 53 ]        |
| 2018 | Best Female Group                     | Twice         | Gewonnen  | [ 54 ] [ 55 ] |
| 2018 | Worldwide Fans’ Choice Top 10         | Twice         | Gewonnen  | [ 54 ] [ 55 ] |
| 2018 | Favorite Dance Artist (Female)        | Twice         | Gewonnen  | [ 54 ] [ 55 ] |
| 2018 | Song of the Year                      | What Is Love? | Gewonnen  | [ 54 ] [ 55 ] |
| 2018 | Best Dance Performance – Female Group | What Is Love? | Gewonnen  | [ 54 ] [ 55 ] |
| 2018 | Album of the Year                     | What Is Love? | Nominiert | [ 53 ]        |
| 2018 | Best Music Video                      | What Is Love? | Nominiert | [ 53 ]        |
| 2018 | Favorite Music Video                  | What Is Love? | Nominiert | [ 53 ]        |
| 2019 | Best Female Group                     | Twice         | Gewonnen  | [ 56 ] [ 57 ] |
| 2019 | Artist of the Year                    | Twice         | Nominiert | [ 56 ] [ 57 ] |
| 2019 | Worldwide Fans’ Choice Top 10         | Twice         | Gewonnen  | [ 56 ] [ 57 ] |
| 2019 | Best Dance Performance – Female Group | Fancy         | Gewonnen  | [ 56 ] [ 57 ] |
| 2019 | Song of the Year                      | Fancy         | Nominiert | [ 56 ] [ 57 ] |
| 2019 | Qoo10 Favorite Female Artist          | Twice         | Gewonnen  | [ 56 ] [ 57 ] |
| 2020 | Artist of the Year                    | Twice         | Nominiert | [ 58 ] [ 59 ] |
| 2020 | Best Female Group                     | Twice         | Nominiert | [ 58 ] [ 59 ] |
| 2020 | Worldwide Fans’ Choice Top 10         | Twice         | Gewonnen  | [ 58 ] [ 59 ] |
| 2020 | The Most Popular Artist               | Twice         | Gewonnen  | [ 58 ] [ 59 ] |
| 2020 | Song of the Year                      | More & More   | Nominiert | [ 58 ] [ 59 ] |
| 2020 | Best Dance Performance – Female Group | More & More   | Nominiert | [ 58 ] [ 59 ] |
| 2021 | Artist of the Year                    | Twice         | Nominiert | [ 60 ] [ 61 ] |
| 2021 | Worldwide Icon of the Year            | Twice         | Nominiert | [ 60 ] [ 61 ] |
| 2021 | Best Female Group                     | Twice         | Gewonnen  | [ 60 ] [ 61 ] |
| 2021 | Worldwide Fans’ Choice Top 10         | Twice         | Gewonnen  | [ 60 ] [ 61 ] |
| 2021 | Song of the Year                      | Alcohol-Free  | Nominiert | [ 60 ] [ 61 ] |
| 2021 | Best Dance Performance – Female Group | Alcohol-Free  | Nominiert | [ 60 ] [ 61 ] |

### Seoul Music Awards
| Jahr | Kategorie                             | Für      | Ergebnis  | Quelle        |
| ---- | ------------------------------------- | -------- | --------- | ------------- |
| 2016 | Bonsang Award                         | Twice    | Nominiert | [ 62 ]        |
| 2016 | New Artist Award                      | Twice    | Nominiert | [ 62 ]        |
| 2016 | Popularity Award                      | Twice    | Nominiert | [ 62 ]        |
| 2016 | Hallyu Special Award                  | Twice    | Nominiert | [ 62 ]        |
| 2017 | Record of the Year in Digital Release | Cheer Up | Gewonnen  | [ 63 ]        |
| 2017 | Daesang Award                         | Twice    | Nominiert | [ 64 ]        |
| 2017 | Bonsang Award                         | Twice    | Gewonnen  | [ 63 ]        |
| 2017 | Female Dance Performance Award        | Twice    | Gewonnen  | [ 63 ]        |
| 2017 | Popularity Award                      | Twice    | Nominiert | [ 64 ]        |
| 2017 | Hallyu Special Award                  | Twice    | Nominiert | [ 64 ]        |
| 2018 | Daesang Award                         | Twice    | Nominiert | [ 65 ]        |
| 2018 | Bonsang Award                         | Twice    | Gewonnen  | [ 66 ]        |
| 2018 | Popularity Award                      | Twice    | Nominiert | [ 65 ]        |
| 2018 | Hallyu Special Award                  | Twice    | Nominiert | [ 65 ]        |
| 2019 | Bonsang Award                         | Twice    | Gewonnen  | [ 67 ]        |
| 2019 | Popularity Award                      | Twice    | Nominiert | [ 68 ]        |
| 2019 | K-Wave Popularity Award               | Twice    | Nominiert | [ 68 ]        |
| 2020 | Bonsang Award                         | Twice    | Gewonnen  | [ 69 ] [ 70 ] |
| 2020 | Popularity Award                      | Twice    | Nominiert | [ 69 ] [ 70 ] |
| 2020 | K-Wave Popularity Award               | Twice    | Nominiert | [ 69 ] [ 70 ] |
| 2021 | Bonsang Award                         | Twice    | Gewonnen  | [ 71 ] [ 72 ] |
| 2021 | Popularity Award                      | Twice    | Nominiert | [ 71 ] [ 72 ] |
| 2021 | K-Wave Popularity Award               | Twice    | Nominiert | [ 71 ] [ 72 ] |

### Soribada Best K-Music Awards
| Jahr | Kategorie                  | Für   | Ergebnis  | Quelle |
| ---- | -------------------------- | ----- | --------- | ------ |
| 2017 | Digital Daesang Award      | Twice | Gewonnen  | [ 73 ] |
| 2017 | Bonsang Award              | Twice | Gewonnen  | [ 73 ] |
| 2017 | Popularity Award           | Twice | Nominiert | [ 73 ] |
| 2018 | Digital Daesang Award      | Twice | Gewonnen  | [ 74 ] |
| 2018 | Bonsang Award              | Twice | Gewonnen  | [ 74 ] |
| 2018 | Popularity Award           | Twice | Nominiert | [ 75 ] |
| 2019 | Bonsang Award              | Twice | Gewonnen  | [ 76 ] |
| 2019 | Popularity Award           | Twice | Gewonnen  | [ 76 ] |
| 2019 | Music of the Year Award    | Twice | Gewonnen  | [ 76 ] |
| 2020 | Bonsang Award              | Twice | Gewonnen  | [ 77 ] |
| 2020 | Artist of the Year Award   | Twice | Gewonnen  | [ 77 ] |
| 2020 | Favorite Female Bias Award | Twice | Gewonnen  | [ 77 ] |

### The Fact Music Awards
| Jahr | Kategorie          | Für   | Ergebnis | Quelle |
| ---- | ------------------ | ----- | -------- | ------ |
| 2018 | Artist of the Year | Twice | Gewonnen | [ 78 ] |
| 2018 | Worldwide Icon     | Twice | Gewonnen | [ 78 ] |
| 2019 | Artist of the Year | Twice | Gewonnen | [ 79 ] |
| 2020 | This Year’s Artist | Twice | Gewonnen | [ 80 ] |

## International

### BreakTudo Awards
| Jahr | Kategorie            | Für   | Ergebnis  | Quelle |
| ---- | -------------------- | ----- | --------- | ------ |
| 2018 | K-pop Female Group   | Twice | Nominiert | [ 81 ] |
| 2019 | K-Pop Female Group   | Twice | Nominiert | [ 82 ] |
| 2020 | K-Pop Female Group   | Twice | Gewonnen  | [ 83 ] |
| 2020 | International Fandom | Twice | Gewonnen  | [ 83 ] |

### Japan Gold Disc Awards
| Jahr | Kategorie                           | Für                | Ergebnis | Quelle |
| ---- | ----------------------------------- | ------------------ | -------- | ------ |
| 2018 | New artist of the year (Asia)       | Twice              | Gewonnen | [ 84 ] |
| 2018 | Best 3 new artist (Asia)            | Twice              | Gewonnen | [ 85 ] |
| 2018 | Album of the year (Asia)            | #Twice             | Gewonnen | [ 86 ] |
| 2018 | Best 3 albums (Asia)                | #Twice             | Gewonnen | [ 87 ] |
| 2018 | Song of the year by download (Asia) | TT -Japanese ver.- | Gewonnen | [ 88 ] |
| 2019 | Best 3 albums (Asia)                | BDZ                | Gewonnen | [ 89 ] |
| 2019 | Song of the year by download (Asia) | Candy Pop          | Gewonnen | [ 90 ] |
| 2020 | Album of the year (Asia)            | #Twice2            | Gewonnen | [ 91 ] |
| 2020 | Best 3 albums (Asia)                | #Twice2            | Gewonnen | [ 91 ] |
| 2020 | Best 3 albums (Asia)                | &Twice             | Gewonnen | [ 91 ] |

### MTV Europe Music Awards
| Jahr | Kategorie       | Für   | Ergebnis  | Quelle |
| ---- | --------------- | ----- | --------- | ------ |
| 2016 | Best Korean Act | Twice | Nominiert | [ 92 ] |

### MTV Video Music Awards
| Jahr | Kategorie  | Für          | Ergebnis  | Quelle |
| ---- | ---------- | ------------ | --------- | ------ |
| 2021 | Best K-Pop | Alcohol-Free | Nominiert | [ 93 ] |

## Sonstige Awards

### Arirang Simply K-Pop Awards
| Jahr | Kategorie                   | Für      | Ergebnis | Quelle |
| ---- | --------------------------- | -------- | -------- | ------ |
| 2015 | Best Rising Star Girl Group | Twice    | Gewonnen | [ 94 ] |
| 2016 | Best Performance Girl Group | Cheer Up | Gewonnen | [ 95 ] |

### KBrasil Music Awards
| Jahr | Kategorie                   | Für   | Ergebnis | Quelle |
| ---- | --------------------------- | ----- | -------- | ------ |
| 2019 | Best Female Group           | Twice | Gewonnen | [ 96 ] |
| 2019 | Music of the Year           | Fancy | Gewonnen | [ 96 ] |
| 2019 | Addictive Music of the Year | Fancy | Gewonnen | [ 96 ] |
| 2019 | Music Video of the Year     | Fancy | Gewonnen | [ 96 ] |

### Korea Cable TV Association Awards
| Jahr | Kategorie                                        | Für   | Ergebnis | Quelle |
| ---- | ------------------------------------------------ | ----- | -------- | ------ |
| 2016 | Best Singer Selected by Cable TV Music Producers | Twice | Gewonnen | [ 97 ] |
| 2017 | Artist of the Year                               | Twice | Gewonnen | [ 98 ] |

### Korean Consumer Forum Awards
| Jahr | Kategorie                 | Für   | Ergebnis | Quelle |
| ---- | ------------------------- | ----- | -------- | ------ |
| 2016 | Korea's Brand of the Year | Twice | Gewonnen | [ 99 ] |

### Korean Popular Culture & Arts Awards
| Jahr | Kategorie                                            | Für   | Ergebnis | Quelle  |
| ---- | ---------------------------------------------------- | ----- | -------- | ------- |
| 2017 | Minister of Culture, Sports and Tourism Commendation | Twice | Gewonnen | [ 100 ] |

### Korean Producers & Directors Association (KPDA) Awards
| Jahr | Kategorie          | Für   | Ergebnis | Quelle  |
| ---- | ------------------ | ----- | -------- | ------- |
| 2017 | Artist of the Year | Twice | Gewonnen | [ 101 ] |

### V Live Awards
| Jahr | Kategorie                             | Für   | Ergebnis | Quelle  |
| ---- | ------------------------------------- | ----- | -------- | ------- |
| 2016 | V Refreshing Youngster Award          | Twice | Gewonnen | [ 102 ] |
| 2017 | Global Artist Top 10                  | Twice | Gewonnen | [ 103 ] |
| 2018 | Global Artist Top 10                  | Twice | Gewonnen | [ 104 ] |
| 2019 | Global Artist Top 10                  | Twice | Gewonnen | [ 105 ] |
| 2019 | Best Channel with 3 million followers | Twice | Gewonnen | [ 105 ] |

## Musik-Shows

### Inkigayo
| Jahr | Datum        | Titel                |
| ---- | ------------ | -------------------- |
| 2016 | 8. Mai       | Cheer Up             |
| 2016 | 22. Mai      | Cheer Up             |
| 2016 | 29. Mai      | Cheer Up             |
| 2016 | 6. November  | TT                   |
| 2016 | 13. November | TT                   |
| 2016 | 20. November | TT                   |
| 2017 | 5. März      | Knock Knock          |
| 2017 | 12. März     | Knock Knock          |
| 2017 | 19. März     | Knock Knock          |
| 2017 | 28. Mai      | Signal               |
| 2017 | 4. Juni      | Signal               |
| 2017 | 11. Juni     | Signal               |
| 2017 | 12. November | Likey                |
| 2017 | 19. November | Likey                |
| 2017 | 26. November | Likey                |
| 2017 | 24. Dezember | Heart Shaker         |
| 2017 | 31. Dezember | Heart Shaker         |
| 2018 | 7. Januar    | Heart Shaker         |
| 2018 | 22. April    | What Is Love?        |
| 2018 | 29. April    | What Is Love?        |
| 2018 | 6. Mai       | What Is Love?        |
| 2018 | 22. Juli     | Dance the Night Away |
| 2018 | 29. Juli     | Dance the Night Away |
| 2018 | 5. August    | Dance the Night Away |
| 2018 | 18. November | Yes or Yes           |
| 2019 | 5. Mai       | Fancy                |
| 2019 | 6. Oktober   | Feel Special         |
| 2019 | 13. Oktober  | Feel Special         |
| 2020 | 14. Juni     | More & More          |
| 2020 | 21. Juni     | More & More          |
| 2020 | 8. November  | I Can’t Stop Me      |
| 2020 | 15. November | I Can’t Stop Me      |
| 2021 | 3. Januar    | I Can’t Stop Me      |
| 2021 | 20. Juni     | Alcohol-Free         |
| 2021 | 27. Juni     | Alcohol-Free         |
| 2021 | 28. November | Scientist            |

### M Countdown
| Jahr | Datum        | Titel                |
| ---- | ------------ | -------------------- |
| 2016 | 5. Mai       | Cheer Up             |
| 2016 | 19. Mai      | Cheer Up             |
| 2016 | 26. Mai      | Cheer Up             |
| 2016 | 3. November  | TT                   |
| 2016 | 10. November | TT                   |
| 2017 | 2. März      | Knock Knock          |
| 2017 | 16. März     | Knock Knock          |
| 2017 | 25. Mai      | Signal               |
| 2017 | 1. Juni      | Signal               |
| 2017 | 9. November  | Likey                |
| 2017 | 16. November | Likey                |
| 2017 | 21. Dezember | Heart Shaker         |
| 2017 | 28. Dezember | Heart Shaker         |
| 2018 | 19. April    | What Is Love?        |
| 2018 | 26. April    | What Is Love?        |
| 2018 | 19. Juli     | Dance the Night Away |
| 2018 | 15. November | Yes or Yes           |
| 2019 | 2. Mai       | Fancy                |
| 2019 | 3. Oktober   | Feel Special         |
| 2019 | 10. Oktober  | Feel Special         |
| 2020 | 11. Juni     | More & More          |
| 2020 | 5. November  | I Can’t Stop Me      |
| 2020 | 12. November | I Can’t Stop Me      |
| 2021 | 17. Juni     | Alcohol-Free         |
| 2021 | 24. Juni     | Alcohol-Free         |

### Music Bank
| Jahr | Datum        | Titel                |
| ---- | ------------ | -------------------- |
| 2016 | 6. Mai       | Cheer Up             |
| 2016 | 20. Mai      | Cheer Up             |
| 2016 | 27. Mai      | Cheer Up             |
| 2016 | 3. Juni      | Cheer Up             |
| 2016 | 10. Juni     | Cheer Up             |
| 2016 | 4. November  | TT                   |
| 2016 | 11. November | TT                   |
| 2016 | 18. November | TT                   |
| 2016 | 25. November | TT                   |
| 2016 | 2. Dezember  | TT                   |
| 2017 | 6. Januar    | TT                   |
| 2017 | 3. März      | Knock Knock          |
| 2017 | 17. März     | Knock Knock          |
| 2017 | 26. Mai      | Signal               |
| 2017 | 9. Juni      | Signal               |
| 2017 | 16. Juni     | Signal               |
| 2017 | 10. November | Likey                |
| 2017 | 22. Dezember | Heart Shaker         |
| 2017 | 29. Dezember | Heart Shaker         |
| 2018 | 20. April    | What Is Love?        |
| 2018 | 27. April    | What Is Love?        |
| 2018 | 20. Juli     | Dance the Night Away |
| 2018 | 3. August    | Dance the Night Away |
| 2019 | 4. Oktober   | Feel Special         |
| 2020 | 12. Juni     | More & More          |
| 2020 | 19. Juni     | More & More          |
| 2020 | 6. November  | I Can’t Stop Me      |
| 2021 | 19. November | Scientist            |

### Show Champion
| Jahr | Datum        | Titel                |
| ---- | ------------ | -------------------- |
| 2016 | 2. November  | TT                   |
| 2017 | 8. März      | Knock Knock          |
| 2017 | 24. Mai      | Signal               |
| 2017 | 31. Mai      | Signal               |
| 2017 | 8. November  | Likey                |
| 2018 | 18. April    | What Is Love?        |
| 2018 | 25. April    | What Is Love?        |
| 2018 | 2. Mai       | What Is Love?        |
| 2018 | 18. Juli     | Dance the Night Away |
| 2018 | 14. November | Yes or Yes           |
| 2018 | 21. November | Yes or Yes           |
| 2019 | 1. Mai       | Fancy                |
| 2019 | 2. Oktober   | Feel Special         |
| 2019 | 9. Oktober   | Feel Special         |
| 2020 | 10. Juni     | More & More          |
| 2020 | 17. Juni     | More & More          |
| 2020 | 4. November  | I Can’t Stop Me      |

### Show! Music Core
| Jahr | Datum        | Titel                |
| ---- | ------------ | -------------------- |
| 2017 | 27. Mai      | Signal               |
| 2017 | 3. Juni      | Signal               |
| 2017 | 23. Dezember | Heart Shaker         |
| 2018 | 13. Januar   | Heart Shaker         |
| 2018 | 21. April    | What Is Love?        |
| 2018 | 28. April    | What Is Love?        |
| 2018 | 21. Juli     | Dance the Night Away |
| 2018 | 4. August    | Dance the Night Away |
| 2018 | 11. August   | Dance the Night Away |
| 2020 | 13. Juni     | More & More          |
| 2020 | 20. Juni     | More & More          |

### The Show
| Jahr | Datum       | Titel       |
| ---- | ----------- | ----------- |
| 2016 | 1. November | TT          |
| 2017 | 7. März     | Knock Knock |